# Powiat Pajęczański
Der Powiat Pajęczański ist ein Powiat (Kreis) in der polnischen Woiwodschaft Łódź. Der Powiat hat eine Fläche von 804,14 km², auf der 53.000 Einwohner leben.

## Gemeinden
Der Powiat umfasst acht Gemeinden, zwei Stadt-und-Land-Gemeinden und sechs Landgemeinden.

### Stadt-und-Land-Gemeinden
- Działoszyn (Dzialoszyn)
- Pajęczno (Pajeczno)

### Landgemeinden
- Kiełczygłów (Kielczyglow)
- Nowa Brzeźnica (Brzeznica)
- Rząśnia (Rzasnia)
- Siemkowice (Siemkowice)
- Strzelce Wielkie (Strzelce Wielkie)
- Sulmierzyce (Sulmierzyce)